# Heliodoxa schreibersii
Heliodoxa schreibersii là một loài chim trong họ Trochilidae.
Loài chim này được tìm thấy ở Brazil, Colombia, Ecuador và Peru. Môi trường sống tự nhiên của chúng là rừng đất thấp ẩm nhiệt đới hoặc cận nhiệt đới và rừng trên núi ẩm nhiệt đới hoặc cận nhiệt đới.